# A Vasas SC 2017–2018-as szezonja
Ez a szócikk a Vasas 2017–2018-as szezonjáról szól. A szezon 2017. július 15-én kezdődött és 2018. június 2-án ért majd véget. A Honvéd elleni 3-1-es vereséggel az utolsó, a 12. helyen végzett az angyalföldi csapat, így a következő szezont a másodosztályban kezdheti meg.

## Játékoskeret és statisztika
A teljes keret 2017. augusztus 26-án a  Paks elleni mérkőzés után frissítve
| Mezszám       | Név                | Nemzet  | Poszt(ok) | Szül. év (kor)                 | Pályára lépések (NB I) | Gólok (NB I) | sárga lapok (NB I) | piros lapok (NB I) |         |
| Kapusok       | Kapusok            | Kapusok | Kapusok   | Kapusok                        | Kapusok                | Kapusok      | Kapusok            | Kapusok            | Kapusok |
| ------------- | ------------------ | ------- | --------- | ------------------------------ | ---------------------- | ------------ | ------------------ | ------------------ | ------- |
| 1             | Nagy Gergely       | HUN     | K         | 1994. május 27. (30 éves)      | 0                      | 0            | 0                  | 0                  |         |
| 90            | Póser Dániel       | HUN     | K         | 1990. január 12. (35 éves)     | 0                      | 0            | 0                  | 0                  |         |
| 87            | Ľuboš Kamenár      | SVK     | K         | 1987. június 17. (37 éves)     | 7                      | 0            | 1                  | 0                  |         |
| Védők         |                    |         |           |                                |                        |              |                    |                    |         |
| 19            | Felix Burmeister   | GER     | V         | 1990. március 9. (35 éves)     | 7                      | 1            | 2                  | 0                  |         |
| 32            | Vít Beneš          | CZE     | V         | 1988. augusztus 12. (36 éves)  | 0                      | 0            | 0                  | 0                  |         |
| 3             | Manjrekar James    | CAN     | V         | 1993. augusztus 5. (31 éves)   | 5                      | 1            | 0                  | 0                  |         |
| 4             | Kire Risztevszki   | MKD     | V         | 1990. október 22. (34 éves)    | 7                      | 0            | 1                  | 0                  |         |
| 22            | Jan Šimůnek        | CZE     | V         | 1987. február 20. (38 éves)    | 1                      | 0            | 0                  | 0                  |         |
| 28            | Vaskó Tamás        | HUN     | V         | 1984. február 20. (41 éves)    | 6                      | 0            | 1                  | 0                  |         |
| Középpályások |                    |         |           |                                |                        |              |                    |                    |         |
| 7             | Hangya Szilveszter | HUN     | KP        | 1989. május 4. (35 éves)       | 7                      | 1            | 0                  | 0                  |         |
| 6             | Szivacski Donát    | HUN     | KP        | 1997. január 18. (28 éves)     | 7                      | 1            | 1                  | 0                  |         |
| 9             | Király Botond      | HUN     | KP        | 1994. október 26. (30 éves)    | 0                      | 0            | 0                  | 0                  |         |
| 20            | Kleisz Márk        | HUN     | KP        | 1996. március 8. (29 éves)     | 2                      | 0            | 1                  | 0                  |         |
| 23            | Vida Máté          | HUN     | KP        | 1996. március 8. (29 éves)     | 7                      | 0            | 1                  | 0                  |         |
| 13            | Berecz Zsombor     | HUN     | KP        | 1995. december 13. (29 éves)   | 4                      | 0            | 0                  | 0                  |         |
| Csatárok      |                    |         |           |                                |                        |              |                    |                    |         |
| 8             | Ádám Martin        | HUN     | CS        | 1994. november 6. (30 éves)    | 6                      | 0            | 1                  | 0                  |         |
| 10            | Remili Mohamed     | HUN     | CS        | 1977. szeptember 14. (47 éves) | 7                      | 1            | 0                  | 0                  |         |
| 14            | Gaál Bálint        | HUN     | CS        | 1991. július 14. (33 éves)     | 4                      | 1            | 0                  | 0                  |         |
| 17            | Jevhen Pavlov      | UKR     | CS        | 1991. március 12. (34 éves)    | 5                      | 0            | 0 1                | 0                  |         |
| 29            | Murka Benedek      | HUN     | CS        | 1997. szeptember 10. (27 éves) | 6                      | 0            | 1                  | 0                  |         |
| 39            | Ferenczi István    | HUN     | CS        | 1977. szeptember 14. (47 éves) | 0                      | 0            | 0                  | 0                  |         |
| 70            | Kulcsár Tamás      | HUN     | CS        | 1982. október 13. (42 éves)    | 7                      | 2            | 3                  | 0                  |         |

## Statisztikák
Utolsó elszámolt mérkőzés: 2017. október 17.

### Összesített statisztika
A felkészülési mérkőzéseket nem vettük figyelembe.
| Lejátszott mérkőzés           | 15 (12 OTP Bank Liga, 1 Magyar kupa, 2 Európa-liga) |
| Győzelem                      | 7 (6 OTP Bank Liga, 1 Magyar kupa, 0 Európa-liga) |
| Döntetlen                     | 1 (1 OTP Bank Liga, 0 Magyar kupa, 0 Európa-liga) |
| Vereség                       | 7 (5 OTP Bank Liga, 0 Magyar kupa, 2 Európa-liga) |
| Szerzett gól                  | 23 (18 OTP Bank Liga, 2 Magyar kupa 3 Európa-liga) |
| Kapott gól                    | 28 (21 OTP Bank Liga, 0 Magyar kupa, 7 Európa-liga) |
| Gólkülönbség                  | –5 |
| Sárga lap                     | 37 (32 OTP Bank Liga, 1 Magyar kupa, 4 Európa-liga) |
| Kiállítás                     | 1 (1 OTP Bank Liga, 0 Magyar kupa, 0 Európa-liga) |
| Legnagyobb arányú győzelem    | 4–1 Honvéd, idegenben (2017. 09. 30., OTP Bank Liga, 11. forduló) |
| Legnagyobb arányú vereség     | 0–5 Diósgyőr, idegenben (2017. 10. 14., OTP Bank Liga, 12. forduló) |
| Legtöbb gól egy mérkőzésen    | 7 gól: 3–4 Bétár Jerusálajim, idegenben (2017. 06. 29., Európa-liga 1. selejtezőkör, visszavágó),2–5 Ferencvárosi TC, idegenben (2017. 09. 09., OTP Bank Liga, 8. forduló),5 gól: 0–5 Diósgyőr, idegenben (2017. 10. 14., OTP Bank Liga, 12. forduló), és1–4 Debrecen, idegenben (2017. 08. 18., OTP Bank Liga, 6. forduló) |
| Legmagasabb hazai nézőszám    | 4 013, Európa-liga 1. selejtezőkör, 1. mérkőzés, 2017. 07. 06., Bétár Jerusálajim |
| Legalacsonyabb hazai nézőszám | 1 000, OTP Bank Liga, 10. forduló, 2017. 10. 17., Haladás |
| Góllövőlista                  | 4 gól: Gaál Bálint (4 OTP Bank Liga, 0 Magyar kupa, 0 Európa-liga), Kulcsár Tamás (3 OTP Bank Liga, 0 Magyar kupa, 1 Európa-liga), Remili Mohamed (4 OTP Bank Liga, 0 Magyar kupa, 0 Európa-liga) |
| Pont (csak OTP Bank Liga)     | 19 pont a megszerezhető 36-ból (52,8%) |

### Kiírások
Dőlttel a jelenleg még le nem zárult kiírásokat illetve az azokban elért helyezést jelöltük.
| Kiírás        | Statisztikák | Statisztikák | Statisztikák | Statisztikák | Statisztikák | Statisztikák | Statisztikák | Kezdő forduló/ helyezés  | Végső forduló/ helyezés | Mérkőzések dátumai | Mérkőzések dátumai | Mérkőzések dátumai |
| Kiírás        | M            | GY           | D            | V            | LG–KG        | GK           | GÁ           | Kezdő forduló/ helyezés  | Végső forduló/ helyezés | Első               | Utolsó             | Következő          |
| ------------- | ------------ | ------------ | ------------ | ------------ | ------------ | ------------ | ------------ | ------------------------ | ----------------------- | ------------------ | ------------------ | ------------------ |
| OTP Bank Liga | 12           | 06           | 01           | 05           | 18–21        | 0–3          | 1,50         | 12.                      | 4.                      | 2017. 07. 16.      | 2017. 10. 17.      | 2017. 10. 21.      |
| Magyar kupa   | 01           | 01           | 0            | 0            | 02–0         | 0+2          | 02,00        | 6. forduló (legjobb 128) | 7. forduló (legjobb 64) | 2017. 09. 20.      | 2017. 09. 20.      | 2017. 10. 25.      |
| Európa-liga   | 02           | 0            | 0            | 02           | 03–07        | 0–4          | 1,50         | 1. selejtezőkör          | 1. selejtezőkör         | 2017. 06. 29.      | 2017. 07. 06.      | —                  |
| Összesen      | 15           | 07           | 01           | 07           | 23–28        | 0–5          | 1,53         |                          |                         |                    |                    |                    |

## OTP Bank Liga
Győzelem
      Döntetlen
      Vereség
| 1. ford. |

| Vasas | 0 – 2 | Diósgyőr |
| ----- | ----- | -------- |
|       |       |          |

| Részletek |

| 2. ford. |

| Balmazújv. | 0 – 1 | Vasas |
| ---------- | ----- | ----- |
|            |       |       |

| Részletek |

| 3. ford. |

| Vasas | 2 – 0 | Puskás Ak. |
| ----- | ----- | ---------- |
|       |       |            |

| Részletek |

| 4. ford. |

| Újpest | 1 – 0 | Vasas |
| ------ | ----- | ----- |
|        |       |       |

| Részletek |

| 5. ford. |

| Vasas | 1 – 1 | Mezőkövesd |
| ----- | ----- | ---------- |
|       |       |            |

| Részletek |

| 6. ford. |

| Debrecen | 4 – 1 | Vasas |
| -------- | ----- | ----- |
|          |       |       |

| Részletek |

| 7. ford. |

| Vasas | 3 – 1 | Paks |
| ----- | ----- | ---- |
|       |       |      |

| Részletek |

| 8. ford. |

| Ferencváros | 5 – 2 | Vasas |
| ----------- | ----- | ----- |
|             |       |       |

| Részletek |

| 9. ford. |

| Vasas | 3 – 1 | Videoton |
| ----- | ----- | -------- |
|       |       |          |

| Részletek |

| 10. ford. |

| Vasas | 1 – 0 | Haladás |
| ----- | ----- | ------- |
|       |       |         |

| Részletek |

| 11. ford. |

| Honvéd | 1 – 4 | Vasas |
| ------ | ----- | ----- |
|        |       |       |

| Részletek |

| 12. ford. |

| Diósgyőr | 5 – 0 | Vasas |
| -------- | ----- | ----- |
|          |       |       |

| Részletek |

| 13. ford. |

| Vasas | – | Balmazújv. |
| ----- | - | ---------- |
|       |   |            |

| Részletek |

| 14. ford. |

| Puskás Ak. | – | Vasas |
| ---------- | - | ----- |
|            |   |       |

| Részletek |

| 15. ford. |

| Vasas | – | Újpest |
| ----- | - | ------ |
|       |   |        |

| Részletek |

| 16. ford. |

| Mezőkövesd | – | Vasas |
| ---------- | - | ----- |
|            |   |       |

| Részletek |

| 17. ford. |

| Vasas | – | Debrecen |
| ----- | - | -------- |
|       |   |          |

| Részletek |

| 18. ford. |

| Paks | – | Vasas |
| ---- | - | ----- |
|      |   |       |

| Részletek |

| 19. ford. |

| Vasas | – | Ferencváros |
| ----- | - | ----------- |
|       |   |             |

| Részletek |

| 20. ford. |

| Videoton | – | Vasas |
| -------- | - | ----- |
|          |   |       |

| Részletek |

| 21. ford. |

| Haladás | – | Vasas |
| ------- | - | ----- |
|         |   |       |

| Részletek |

| 22. ford. |

| Vasas | – | Honvéd |
| ----- | - | ------ |
|       |   |        |

| Részletek |

| 23. ford. |

| Vasas | – | Diósgyőr |
| ----- | - | -------- |
|       |   |          |

| Részletek |

| 24. ford. |

| Balmazújv. | – | Vasas |
| ---------- | - | ----- |
|            |   |       |

| Részletek |

| 25. ford. |

| Vasas | – | Puskás Ak. |
| ----- | - | ---------- |
|       |   |            |

| Részletek |

| 26. ford. |

| Újpest | – | Vasas |
| ------ | - | ----- |
|        |   |       |

| Részletek |

| 27. ford. |

| Vasas | – | Mezőkövesd |
| ----- | - | ---------- |
|       |   |            |

| Részletek |

| 28. ford. |

| Debrecen | – | Vasas |
| -------- | - | ----- |
|          |   |       |

| Részletek |

| 29. ford. |

| Vasas | – | Paks |
| ----- | - | ---- |
|       |   |      |

| Részletek |

| 30. ford. |

| Ferencváros | – | Vasas |
| ----------- | - | ----- |
|             |   |       |

| Részletek |

| 31. ford. |

| Vasas | – | Videoton |
| ----- | - | -------- |
|       |   |          |

| Részletek |

| 32. ford. |

| Vasas | – | Haladás |
| ----- | - | ------- |
|       |   |         |

| Részletek |

| 33. ford. |

| Honvéd | – | Vasas |
| ------ | - | ----- |
|        |   |       |

| Részletek |

### Első kör
| 1. forduló 2017. július 16., vasárnap 17:00 |

| Vasas           | 0 – 2               | Diósgyőr                                                               |
| --------------- | ------------------- | ---------------------------------------------------------------------- |
| Risztevszki 35' | (0 – 1) Jegyzőkönyv | (0–1) 5' Vela (0–2) 73' Szarka 38' Vela 66' Nono 70' Makrai 90+2' Tóth |

| Szusza Ferenc Stadion, Budapest Nézőszám: 2 514 Játékvezető: Bognár Tamás (magyar) Asszisztensek: Kóbor Péter és Király Krisztián |

- Vasas: Kamenár — Risztevszki, Burmeister, Hangya — Kleisz, Murka, Vida, Szivacski (Kulcsár  szünetben), Simunek, Remili (Vaskó  46'), Pavlov (Ádám  75') Fel nem használt cserék: Nagy (kapus), Debreceni, Gaál, Ferenczi. Vezetőedző: Michael Oenning

Nem kezdődött jól az Angyalföldiek számára a mérkőzés, Diósgyőriek hamar helyzettbe hozták magukat. Már 3. perctől Eperjesi próbálta helyzetbe hozni Szarkát, de a jobboldali beadása elsuhant a labda Szarka előtt. Nem telt el két perc és Forgács baloldali beadásánál két Vasas védő se tudott tisztázni, érkezett Vela és az ötösről lőtte a kapu közepére Kamenár nem tudta fogni, vezetést szerzett a Diósgyőr; (0–1). Továbbra se ment az Angyalföldi együttesnek a gól szerzés. A 73. percben Makrai jobbról adta be és Simunek és Vaskó között kibújó Szarka fejelte a labdát a kapuba; (0–2). Tavaly a Vasas jól kezdte a szezont győzni tudott az NB I-ből kieső MTK ellen, idén pedig vereséggel kezdtek a piros-kékek. 
Most először kell azt mondanom, hogy rosszul játszottunk. Nem találtuk a meccs ritmusát, az első 5 perc nem jól indult, jött is a gól, ami egyértelműen kulcsmomentum volt ezen a találkozón. Sejtettük, hogy nehéz meccs lesz, hiszen az ellenfél, a Diósgyőr egy intenzív, futásra alapuló játékot játszik, fizikálisan erősek. A játék képe alapján el kell fogadnunk a kialakult végeredményt. Picit bonyolult felkészülésünk volt, végig kellett játszani gyakorlatilag a nyarat, kevés szünettel. Ez egy komoly kihívás, hogy ezt hogyan kezeljük majd, az edzésprogramot ennek megfelelően kell alakítani. Ráadásul vannak hiányzóink, emellett néhány új játékost is be kell még építeni. Természetesen egyáltalán nem azt mondom, hogy vereségekre készülnénk a folytatásban, de tisztában vagyok azzal, hogy a fentiek tudatában a folytatás nem lesz egyik pillanatról a másikra zökkenőmentes.
| 2. forduló 2017. július 23., vasárnap 18:00 |

| Balmaz Kamilla Gyógyfürdő                  | 0 – 1               | Vasas                                           |
| ------------------------------------------ | ------------------- | ----------------------------------------------- |
| Habovda 27' Sigér 32' Haris 62' Fekete 87' | (0 – 1) Jegyzőkönyv | 5' (0–1) Remili 9' Murka 38' Kleisz 77' Kulcsár |

| Városi stadion, Balmazújváros Nézőszám: 1 396 Játékvezető: Andó-Szabó Sándor (magyar) Asszisztensek: Lémon Oszkár és Szert Balázs |

- Vasas: Kamenár — Risztevszki, Vaskó, Burmeister — Hangya, Vida, Kleisz, Murka (Szivacski  90+3') — Remili, Gaál (Pavlov  71'), Ádám (Kulcsár  53'). Fel nem használt cserék: Nagy (kapus), Vogyicska, Berecz, Ferenczi. Vezetőedző: Michael Oenning
- Balmazújváros: Horváth — Habovda, Tamás, Rus, Uzoma — Zsiga (Arabuli  61'), Sigér, Haris, Vajda — Kovács (Fekete  71'), Andrics (Belényesi  86') Fel nem használt cserék: Szécsi (kapus), Póti, Batarelo, Virág. Vezetőedző: Horváth Ferenc

A rekkenő hőségben a Vasas kezdte jobban a találkozót, ráadásul első kapura lövéséből a vezetést is megszerezte: jobboldali beadást követően az üresen maradt Remili bólintott a hosszú sarokba; (0–1). A játékrész derekán kiegyenlített mezőnyjátékot láthatott a közönség, de a fővárosiak futballoztak veszélyesebben, kapusuknak, Kamenárnak szinte egyáltalán nem akadt dolga, mígnem a szünet előtt beszorította ellenfelét a hajdúsági gárda. Az egyenlítést azonban előbb a kapufa, majd a vendégkapus nagy védése akadályozta meg. A folytatásban is a hazaiak játszottak fölényben, Kamenár újabb bravúrja kellett ahhoz, hogy ne változzon az eredmény. A Balmazújváros egészen a lefújásig hajtott az egyenlítésért, de az idő múlásával egyre inkább görcsössé vált, így alig veszélyeztette riválisa kapuját, azaz a Vasas megtartotta minimális előnyét.
Büszke vagyok a csapatunkra, a fiúk mindent megtettek a sikerért, ami most ennyire volt elég. Az elején elbambultunk a gólnál, s ezzel dőlt az előre eltervezett taktikánk. Az NB I-ben az ilyen hibákat könyörtelenül büntetik, s ilyen első húsz percek sem férnek bele, itt kilencven percen át kell koncentrálni. Az első játékrész felétől bizonyítottuk, hogy jó úton járunk. A tavalyi bronzérmestől nem szégyen ez az eredmény. Úgy érzem, hogy eddig mind a két mérkőzésünkön partiban tudtunk lenni a nagynevű ellenfeleinkkel. Egy kis idő, és jönni fognak az eredmények is.
Örülök, hogy a bajnokság első pontjait megszereztük. Ez fontos volt, hogy lekerüljön rólunk a nyomás. Kiválóan álltunk a mérkőzéshez, az első percekben nagy nyomást gyakoroltunk az ellenfél kapujára. Ennek köszönhetően hamar megszereztük a vezetést. A későbbiekben néhány figyelmetlenségünk miatt visszahoztuk ellenfelünket a mérkőzésbe. Volt is egy veszélyes helyzetük az első félidő végén. A szünetben kértem a játékosaimat, hogy tartsuk meg rendezettségünket és próbáltam igazítani a játékunkon. Voltaképpen csak arra kellett várnunk, hogy megszerezzük a második gólt. Ez sajnos nem jött össze, ami kissé zavart. Már van annyi rutinunk, hogy egy ilyen mérkőzést, ne csak megnyerjünk, hanem még több gólt is szerezzünk. Dicséret illeti a Balmazújvárost, látható, hogy üde színfoltja az NB I-nek.
| 3. forduló 2017. július 30., vasárnap 18:00 |

| Vasas                                       | 2 – 0               | Puskás Akadémia |
| ------------------------------------------- | ------------------- | --------------- |
| Burmeister(0–1) Kulcsár (0–2) 74' Vaskó 59' | (1 – 0) Jegyzőkönyv |                 |

| Szusza Ferenc Stadion, Budapest Nézőszám: 1 500 Játékvezető: Erdős József (magyar) Asszisztensek: Király Krisztián és Huszár Balázs |

Örülök, hogy ebben a stadionban is tudunk jól játszani és győzni. Az első félidőben azt csináltuk, amit vártam, sikerült a vezetést is megszereznünk. A második félidőben volt egy gyengébb 15-20 percünk. Nagyon fontos volt ez a mérkőzés, örülök, hogy kapott gól nélkül hoztuk le a találkozót. A középpályán kicsit szorosabb letámadást hajtunk végre, mint korábban, ez látszódott már legutóbb is és most is. Szeretnénk a tabella első feléhez tartozni, ezért is volt fontos ez a három pont.
| 4. forduló 2017. augusztus 6., vasárnap 18:00 |

| Újpest         | 1 – 0               | Vasas |
| -------------- | ------------------- | ----- |
| Nagy (1–0) 25' | (1 – 0) Jegyzőkönyv |       |

| Szusza Ferenc Stadion, Budapest Nézőszám: zárt kapus mérkőzés Játékvezető: Solymosi Péter (magyar) Asszisztensek: Berettyán Péter és Becséri Gergely |

- Gratulálok az Újpestnek. Mindkét csapat sok energiát fektetett ebbe a mérkőzésbe. Nyerni akartunk, meg is voltak a helyzeteink hozzá, de miután hátrányba kerültünk, többet kellett kockáztatnunk a támadásépítésben. Ennek megfelelően az Újpestnek is megvoltak a lehetőségei a mérkőzés eldöntésére. Ez nem történt meg, így versenyben maradtunk a mérkőzés végéig. Mindkét csapat nagyon jól ismeri egymást, az a benyomásom, hogy a mostani Újpest erősebb, mind a korábbi. Ez ennek megfelelően egy jó mérkőzés volt, és a helyén is kell kezelni. A körülmények annyiban most nem voltak optimálisak, hogy üres lelátók előtt játszottunk, miközben semmit sem tettünk azért, hogy ez így legyen. Ez így nincs rendben, de el kell fogadnunk. Alapvetően ma a csapatom játékosai sok mindent jól csináltak, de sajnos egy kontrát engedtünk az Újpestnek, ami a gólukhoz vezetett. Erről még beszélni fogunk a játékosokkal. Ezt követően pedig előre kell tekintenünk, hogy a Mezőkövesd ellen ismét jó mérkőzést játsszunk, és nyerjünk.
| 5. forduló 2017. augusztus 12., szombat 18:00 |

| Vasas             | 1 – 1               | Mezőkövesd     |
| ----------------- | ------------------- | -------------- |
| Kulcsár (1–0) 59' | (0 – 0) Jegyzőkönyv | 90'(1–1)Pillár |

| Szusza Ferenc Stadion, Budapest Játékvezető: Berke Balázs (magyar) Asszisztensek: Albert István és Georgiou Theodoros |

A mérkőzés nagyrészt úgy alakult, ahogy arra számítottam: ameddig nem szereztünk gólt, addig sok energiát kellett befektetnünk abba, hogy irányítsuk a meccset. Az első félidőben akkor adódott helyzete az ellenfélnek, amikor nem volt meg a megfelelő koncentrációnk, de a második félidőben már jól végezték a játékosok a feladatukat, meg is szereztük a vezetést. A második gólt is meg kellett volna rúgnunk, de így is le tudtuk volna hozni a mérkőzést. A meccs fő momentuma az egyenlítést érő helyzet volt, amit akkor tudunk majd  reálisan megítélni, ha megnézzük a tévéfelvételeket. Amennyiben nem volt bent a labda, a játékvezetőknek el kell gondolkodniuk, hogy jó munkát végeztek-e...
A debreceni csapat még nyeretlen a mostani bajnoki szezonban, két döntetlen mellett háromszor kikapott. Debrecenben két meccsen egy pontot szerzett eddig. A 450 játékperc alatt mindössze két gólt ért el. Hasonlóan rossz sorozata Leonel Pontessel volt tavaly az ősz derekától, akkor hét találkozón át nem tudott nyerni az OTP Bank Ligában. A hazai mérleg is a pontesi időket idézi. A Vasas az első öt fordulóban kétszer nyert és kétszer kapott ki, egy döntetlen mellett. Vendégként Balmazújvárosban nyert, a Szusza Ferenc Stadionban az Újpesttől pedig kikapott, egyaránt 1-0-ra. A fővároson kívül mindössze egy bajnoki vereséget szenvedett eddig 2017-ben, április végén a Diósgyőr verte meg. A piros-kékek tavaly októberben nyerni tudtak a DVSC ellen idegenben, ezzel 2000 ősze óta tartó rossz sorozatot szakítottak meg.
| 6. forduló 2017. augusztus 18., péntek 19:30 (tv: M4 Sport) |

| Debreceni VSC                                                                | 4 – 1               | Vasas                   |
| ---------------------------------------------------------------------------- | ------------------- | ----------------------- |
| Tőzsér (1–0) 27' (11-esből) • (2–0) 43' Mengolo (3–0) 30' Varga K. (4–0) 36' | (4 – 0) Jegyzőkönyv | 66' (4–1) 70' Szivacski |

| Nagyerdei stadion, Debrecen Nézőszám: 3 634 Játékvezető: Iványi Zoltán (magyar) Asszisztensek: Medovarszki János és Varga Gábor |

- Vasas: Kamenár — Burmeister, Vaskó, Risztevszki — Szivacski, Berecz, Vida, Hangya — Murka, Ádám M., Kulcsár T.

A 26. percben Ferenczi bal oldali lapos beadása a második hullámban érkező Könyvest találta meg, aki a tizenhatoson belül csinált egy cselt, a becsúszó Vaskó pedig elkaszálta. Tőzsér Dániel állt a labda mögé, és nagy erővel, bal lábbal, félmagasan a kapu közepébe bombázott. Kamenár jobbra vetődött, így nem volt esélye a védésre; (1–0). 3 perccel később, a 30. percben Egy debreceni kontra végén Jovanovic passzolt a bal oldalon érkező Könyveshez, aki Risztevszki lábai között Mengolóhoz továbbított, ő pedig az öt és feles vonaláról, bal belsővel a jobb alsó sarokba helyezte a labdát; (2–0). Ferenczi passza után Varga Kevin zavartalanul tolhatta befelé a labdát a bal oldalról, majd 20 méterről, jobbal kilőtte a jobb alsó sarkot; (3–0). Bódi bal oldali szöglete után Tőzsér Dániel érkezett remek ütemben, és a kapujából bizonytalanul kimozduló Kamenárt megelőzve, három méterről a hálóba bólintott; (4–0). A 66. percben szépített a Vasas, Vogyicska jobb oldali beadását Remili mentette meg a hosszú oldalon, majd Szivacski Donát elé tálalt, aki egy távétel után, a tizenhatos vonaláról, jobbal a jobb alsóba zúdította a labdát a hazaiak kapusa mellett; (4–1).
Először is gratulálok a Debrecennek, megérdemelten nyertek. Húsz percre teljesen elvesztettük a szervezettségünket az első félidőben, amit később sem szereztünk vissza az első játékrészben. Emiatt a félidőben több változtatást hajtottunk végre és a második félidőben a csapat önbecsüléséért játszott. Sajnos Murka Benedekkel egy fontos játékost elvesztettünk, egy súlyosnak tűnő térdsérülés miatt, ami tovább nehezítette a dolgunkat (pontos diagnózist az MRI vizsgálat után lehet megállapítani – a szerk.) Ezt követően 10 emberrel is megmutatta a csapat a tartását. Mindennek ellenére egy ilyen kezdés után, amikor úgy tűnt, hogy tudjuk irányítani a mérkőzést, 20 percre teljesen elveszítettük a fonalat, ez bosszant - ez is az oka annak, hogy vereséget szenvedtünk. A világ ettől nem fog összeomlani, de az igényeknek és a valóságnak néha összhangba kell kerülniük. Továbbra is belső igényünk az, hogy fiatal játékosokat szerepeltessünk, ami most is így történt. A valóság viszont ezen a mérkőzésen az volt, hogy olyan hibákat követtünk el, amiket idősebb játékosoknak nem szabadna elkövetniük.
- A DVSC az első bajnoki győzelmét szerezte az OTP Bank Liga 2017–2018-as idényében.
- A debreceniek április 22-én, a Haladás elleni hazai mérkőzésen szereztek a mostanit megelőzően legutóbb négy bajnoki gólt (4–2). Háromgólos különbséggel március 4-én, a Diósgyőr ellen győztek (3–0).
- Tőzsér Dániel a visszatérése óta először szerzett az élvonalban két gólt. Az április 12-i, Mezőkövesd elleni meccs óta először talált a kapuba.
- Justin Mengolo először szerzett gólt a magyar élvonalban, mint ahogyan Varga Kevin is, aki élete első NB I-es mérkőzésén talált a kapuba. Szivacski Donát is az első gólját szerezte az élvonalban.
- A Vasas 2017-ben először veszített két egymást követő idegenbeli bajnoki mérkőzésen (korábban: 4. forduló, Újpest–Vasas 1–0).
- A piros-kékek 2016. február 13-án kaptak legutóbb a mostani előtt idegenbeli bajnoki mérkőzésen négy gólt. Debrecenben, a Loki ellen (0–4).
- A két csapat eddigi mindkét, 2017-es, egymás elleni mérkőzésén öt gól született, s mindkétszer a DVSC győzött (3–2 idegenben, 4–1 otthon).[9]

| 7. forduló 2017. augusztus 26., szombat 18:00 |

| Vasas                                                                                     | 3 – 1               | Paks                                   |
| ----------------------------------------------------------------------------------------- | ------------------- | -------------------------------------- |
| James (1–0) 22' Gaál (2–0) 41' Hangya (3–1) 90+7' Pavlov 89' Burmeister 90' Kulcsár 90+2' | (2 – 1) Jegyzőkönyv | 45' (2–1) Bartha 24' Lenzsér 96' Hajdú |

| Szusza Ferenc Stadion, Budapest Játékvezető: Bognár Tamás (magyar) Asszisztensek: Tóth Vencel és Lémon Oszkár |

Örülök, hogy sikerült megnyerni a mérkőzést, nagyon fontos győzelem volt. Nem vagyunk még azon a szinten, hogy 90 percig uraljuk a játékot. Az első 44 percben minden rendben volt, azt csináltuk, amit látni szerettem volna. Sajnos a szünet előtt kaptunk egy gólt. A második félidőben más taktikával játszottunk, hogy stabilabbak legyünk. Házon belül megbeszéltük a debreceni mérkőzést, volt egy 20 percünk, amikor nagyon rosszul játszottunk, ráadásul elvesztettük Murka Benedeket. A Paks elleni meccsre összpontosítottunk, tudtuk, hogy a paksiak ellen mindig nehéz dolgunk volt. Ezúttal több olyan játékos szerepelt a pályán, akiknek be kellett ugraniuk más helyett. Most jön egy kis szünet, össze tudjuk magunkat szedni, felgyógyulhatnak a sérültjeink közül páran.
| 8. forduló 2017. szeptember 9., szombat 18:00 (tv: M4 Sport) |

| Ferencváros                                                                                           | 5 – 2               | Vasas                                                                                      |
| --- | ------------------- | ------------------------------------------------------------------------------------------ |
| Paintsil (1–1) 32' Varga (2–2) 62' • (3–2) 81' • (5–2) 90+3' (11-esből) Priskin (4–2) 84' Pedroso 43' | (1 – 1) Jegyzőkönyv | 14' (0–1) Kulcsár 60' (1–2) Gaál 52' Risztevszki 55' Hangya 70′, 72′ Szivacski 90+2' James |

| Groupama Aréna, Budapest Nézőszám: 7 135 Játékvezető: Bognár Tamás (magyar) Asszisztensek: Tóth II. Vencel és Berettyán Péter |

- Vasas: Kamenár — Hangya, Risztevszki, Burmeister, Szivacski — Vida, James — Berecz, Gaál (Vaskó  77'), Remili (Vogyicska  75') — Kulcsár (Vérgosz  63') Fel nem használt cserék: Nagy G. (kapus), Ádám, Pavlov, Šimůnek. Vezetőedző: Michael Oenning
- Ferencváros: Dibusz — Lovrencsics G., Leandro, Otigba, Pedroso — Gorriarán (Priskin  77'), Szpirovszki — Varga, Paintsil, Moutari (Botka  67') — Böde (Rui Pedro  86') Fel nem használt cserék: Holczer (kapus), Kundrák, Csernik, Koch. Vezetőedző: Thomas Doll

Meggyőző játékkal kezdett a házigazda, mégis a Vasas szerzett vezetést: a 14. percben Kulcsár Tamás a tizenhatos vonaláról egy pattanást követően bombázott a kapu bal oldalába; (0–1). Percekbe telt, amíg a Ferencváros rendezni tudta a sorait, a 32. percben aztán sikerült egyenlítenie. Egy indítás elcsúszott ugyan Böde Dániel előtt, de így lett jó az egész meccsen lendületes ghánai Joseph Paintsilnak, aki góllal tudott bemutatkozni a Ferencvárosban; (1–1). A 60. percben ismét az angyalföldiek jutottak gólelőnyhöz, akkor Gaál Bálint látványosan emelte át a labdát a kapujából kilépő Dibusz Dénes fölött; (1–2). A házigazdák egyenlítésére ezúttal csak két percet kellett várni: az egész találkozón rendkívül aktív Varga Roland közelről, éles szögből lőtt a hosszú sarokba; (2–2). A második félidő közepén Szivacski Donát két perc alatt két sárga lapot kapott, az emberelőnybe kerülő Ferencváros pedig a hajrában két perc alatt lőtt két góllal – Varga másodszor volt eredményes; (3–2), majd a csereként pályára lépő Priskin Tamás talált a Vasas kapujába; (4–2) – eldöntötte az összecsapást. A kegyelemdöfést Varga adta meg, aki a 93. percben értékesítette az ellene elkövetett szabálytalanságért megítélt büntetőt; (5–2). 
- A Ferencváros az első csapat az OTP Bank Liga 2017–2018-as idényében, amely kétszer is öt gólt szerzett pályaválasztóként. Mi több: egyetlen más csapat sem szerzett eddig pályaválasztóként öt gólt.
- A zöld-fehérek budapesti rivális ellen ezt megelőzően legutóbb 2015. október 31-én szereztek bajnoki mérkőzésen öt gólt. Akkor is a Vasas volt a legyőzött. A piros-kékek azóta először kaptak öt gólt bajnoki meccsen.
- Ferencvárosi játékos április 22-én, a Gyirmót ellen szerzett ezt megelőzően legutóbb három gólt bajnoki mérkőzésen. Akkor Gera Zoltán szerzett mesterhármast.
- Varga Roland nyolc gólt ért el az első nyolc fordulóban. Hasonlóan gólerősen Böde Dániel kezdte a 2015–2016-os szezont, sőt, a középcsatár akkor tíznél tartott.
- A Vasas a 72. perctől Szivacski Donát kiállítása miatt tíz emberrel játszott.
- A piros-kékek 2017-ben harmadszor veszítettek úgy bajnoki mérkőzést, hogy két gólt is szereztek.
- A ghánai Joseph Paintsil góllal debütált az OTP Bank Ligában.[11]

| 9. forduló 2017. szeptember 16., szombat 18:00 |

| Vasas | 3 – 1               | Videoton                                                    |
| --- | ------------------- | ----------------------------------------------------------- |
| Burmeister (1–1) 22' • (3–1) 82' Risztevszki (2–1) 28' James 34' Gaál 54' Vogyicska 65' Hangya 78' Remili 82' | (2 – 1) Jegyzőkönyv | 12' (0–1) 56' Pátkai 43' Fiola 54′, 89′ Nego 90+4′ Lazovics |

| Szusza Ferenc Stadion, Budapest Nézőszám: 2 000 Játékvezető: Andó-Szabó Sándor (magyar) Asszisztensek: Ring György és Berettyán Péter |

- Vasas: Kamenár — Šimůnek (Vogyicska  50'), James, Risztevszki — Burmeister, Vida, Berecz, Hangya (Ádám  80') — Kulcsár, Gaál, Remili (Pavlov  90+1') Fel nem használt cserék: Nagy G. (kapus), Vérgosz, Vaskó, Beneš. Vezetőedző: Michael Oenning
- Videoton: Kovácsik — Szolnoki (Kovács  66'), Fiola, Juhász, Stopira — Szuljics, Varga J. (Nego  53'), Pátkai (Géresi  82'), Henty — Lazovics, Scsepovics Fel nem használt cserék: Horváth (kapus), Fejes, Szabó, Tamás. Vezetőedző: Marko Nikolics

A Videoton kezdett kicsit aktívabban, s gyorsan meg is szerezte a vezetést, de a hátrányba kerülő Vasas felpörgette játékát, átvette a mérkőzés irányítását és megfordította az állást. A hazaiak öt percen belül voltak kétszer eredményesek, mindkétszer fejessel. A félidő hajrájában megint a Videoton támadott valamivel többet, de nem tudott helyzetet kialakítani. A második játékrészben a Videoton lépett fel kezdeményezőbben, igyekezett a kapuja elő szorítani a Vasast, amely azonban az ellentámadásokból többször is nagy helyzetet alakított ki. Ezek közül az egyik, a hajrában góllal zárult, ami el is döntötte a három pont sorsát. A Videoton kettős emberhátrányban fejezte be a mérkőzést, mert az 55. percben csereként beállt Negot a játékvezető második sárgával a 90. percben kiállította, majd Danko Lazovics vonult az öltözőbe könyöklése után a 94. percben.
Nyilatkozatok a mérkőzés után:
Talán meglepetés a győzelmünk, mindenesetre szép siker. Jó érzés, hogy nem az ellenfél játékosainak, hanem a sajátjaimnak kell gratulálni. Kezd visszatérni az a frissesség, amelyet az előző szezonban láttam a srácokon. Szöglet- és szabadrúgások után szereztük a gólokat, ráadásul két belső védőnk volt eredményes. A megbeszélt taktikát jól követték a játékosok, tudtuk, mit akarunk csinálni, nem hagytunk területet az ellenfélnek. Mentálisan is erősek voltunk, hiszen hátrányból álltunk fel. Rengeteg volt a sárga lap, volt két kiállítás is, tele vagyunk kék folttal, felrepedt szemöldökkel, kell néhány nap, mire mindenki rendbe jön. Külön öröm, hogy a Vasas az első csapat, amely legyőzte ebben a szezonban a Videotont. Ezzel a győzelemmel ismét versenyben vagyunk, célba vesszük a dobogót.
Jó sorozatban voltunk, ezt a mérkőzést is remekül kezdtük, kontrolláltuk a játékot, gólt is lőttünk, csakhogy huszonöt perc után elhittük, vége a mérkőzésnek, ezt a találkozót már megnyertük. Nem így lett. Vissza kell térnünk a földre, nem úgy van az, hogy utána csak úgy elfutballozgatunk. Két gólt rögzített játékhelyzetből kaptunk, eddig a szezonban egyet sem kaptunk ilyen szituációkból. Pedig készültünk rá, hogy két jól fejelő játékosa is van a Vasasnak. Sajnos nem játszottunk jól, ellenfelünk megérdemelten nyert. Újra meg kell találnunk azt a harci szellemet, ami eddig jellemezte a csapatot. Veszíteni sohasem jó, ez a pofon talán idejében érkezett – fogalmazott a szakember, aki a meccs végén kapott két piros lapról nem kívánt bővebben nyilatkozni. – Sok mindent tudnék mondani. De legyen elég annyi, tudjuk, kinek kellett volna a pályán zajló eseményeket kézben tartania…
- A Vasas pályaválasztóként a legutóbbi négy mérkőzésén tíz pontot szerzett.
- Marko Nikolics együttese először nem nyert vendégként az OTP Bank Liga 2017–2018-as idényében.
- Felix Burmeister az első magyarországi idényében 27 bajnoki három gólt szerzett. A másodikban már a kilencedik fordulóban eljutott háromig. Kire Risztevszki a harmadik gólját szerezte az NB I-ben, tavasszal a Mezőkövesd és a Haladás kapuját vette be.
- A Videoton FC először szenvedett vereséget a bajnoki szezonban.
- A székesfehérváriak először kaptak három gólt az OTP Bank Ligában elveszített mérkőzésen 2015. augusztus 8. óta. Akkor a Ferencvárostól kaptak ki.
- A vendégek közül ketten, Nego (89') és Lazovics (94') piros lapot kaptak. Danko Lazovicsot másodszor állították ki magyarországi karrierje során, mindkétszer a Vasas elleni idegenbeli mérkőzésen. Loïc Nego is a második piros lapját kapta, az elsőt még 2013. novemberben.
- A Vasas a legutóbbi öt mérkőzésén veretlen maradt a Videoton FC ellen.[13]

A mérkőzést eredetileg 2017. szeptember 23-án rendezték, de a 22. percben a világítás meghibásodása miatt félbeszakadt, és egy óra várakozás után sem lehetett folytatni. Annak a mérkőzésnek Vad II. István volt a játékvezetője.
| 10. forduló 2017. október 17., kedd 18:00 |

| Vasas                                         | 1 – 0               | Haladás                 |
| --------------------------------------------- | ------------------- | ----------------------- |
| Gaál Bálint 81' (1–0) 28' Berecz 14' Vida 33' | (1 – 0) Jegyzőkönyv | 43' Kiss B. 84' Medgyes |

| Szusza Ferenc Stadion, Budapest Nézőszám: 1 000 Játékvezető: Szőts Gergely (magyar) Asszisztensek: Horváth Róbert és Garai Péter |

- Vasas: Kamenár — Burmeister, James, Beneš — Vogyicska (Szivacski  69'), Vida, Berecz, Hangya — Gaál (Pavlov  90+2'), Kulcsár (Ádám  57'), Remili  Fel nem használt cserék: Nagy G. (kapus), Vérgosz, Kleisz, Vaskó. Vezetőedző: Michael Oenning
- Haladás: Király  — Polgár, Wils, Devecseri, Németh Milán — Kiss B., Tóth M. — Mészáros K. (Medgyes  79'), Kovács L. (Rácz  59'), Kiss T. — Williams (Halmosi  66') Fel nem használt cserék: Gyurján (kapus), Tóth D., Jagodics, Németh Márió. Vezetőedző: Pacsi Bálint

A hazaiak közül a macedón válogatott Kire Risztevszki, a szombathelyiektől pedig Bošnjak Predrag és Myke Ramos hiányzott. Az első félidőben az angyalföldiek játéka tűnt veszélyesebbnek, bár ziccerekig sokáig nem jutottak el. A 29. percben aztán egy kombinatív akció végén Gaál Bálint talált be korábbi csapata kapujába: Remilivel kényszerítőzött szépen, a gólpassz közben több védő lest intettek, de Gaál jól helyezkedett, majd 14 méterről befejezte a ziccerét; (1–0). Bár a Haladás a folytatásban bátrabban futballozott, egyenlítenie nem sikerült. A második félidőben némileg visszaesett az iram, a kapuk alig forogtak veszélyben. A hajrában mindkét csapat szerezhetett volna gólt, de az egyik oldalon Kamenár, a másikon pedig Király védett bravúrral. 
 A bajnokcsapat a legutóbbi négy fordulóban csak két pontot gyűjtött, s emiatt leszorult a dobogóról is. Különösen szembetűnő a hazai mérlegének romlása: az idény első hazai mérkőzése, a Haladás elleni 2–1 a tizenegyedik hazai bajnoki győzelem volt sorozatban. Azóta öt mérkőzésből csak egyet nyert meg a Honvéd, az Újpest ellenit. A legutóbbi két találkozóját elveszítette a Bozsik Stadionban. A Vasas három ponttal áll a kispestiek mögött, de egy mérkőzéssel kevesebbet játszott. Az előző idényben elsősorban jó idegenbeli szereplésének köszönhette jó helyezését, most pályaválasztóként tíz pontnál jár már, vendégként ellenben csak hármat gyűjtött. A Vasas 2008 óta csak egyszer, 2015. szeptember 2-án nyert a Honvéd vendégeként.
| 11. forduló 2017. szeptember 30., szombat 20:30 (tv: M4 Sport) |

| Budapest Honvéd                            | 1 – 4               | Vasas |
| ------------------------------------------ | ------------------- | --- |
| Danilo (1–3) 76' Eppel 68' Kamber 85′, 86′ | (0 – 1) Jegyzőkönyv | 15' (0–1) • 48' (0–2) • 90+3' (1–4) Remili 52' (0–3) Gaál 20' Vaskó 31' Risztevszki 65' James 88' Kulcsár 89' Kamenár |

| Bozsik József Stadion, Budapest Nézőszám: 2 522 Játékvezető: Kassai Viktor (magyar) Asszisztensek: Varga Zsolt és Márkus Tamás |

- Vasas: Kamenár — Burmeister (Vaskó  20'), James, Beneš, Risztevszki — Szivacski, Vida, Berecz, Gaál (Ádám  90+2'), Kulcsár (Pavlov  89') — Remili  Fel nem használt cserék: Nagy G. (kapus), Vérgosz, Ferenczi, Vogyicska. Vezetőedző: Michael Oenning
- Budapest Honvéd: Gróf — Bobál, Lovrics (Danilo  61'), Kamber , Latifu — Gazdag, Nagy, Banó-Szabó, Holender — Eppel, Lanzafame Fel nem használt cserék: Horváth (kapus), Deák, Pölöskei, Laczkó, Laczkó, Tömösvári. Vezetőedző: Erik van der Meer

Egy szép akció pontos lezárásával viszonylag gyorsan vezetéshez jutott a Vasas. Nem sokkal később a sérült Burmeister helyére a vendégeknél Vaskó állt be, aki pár másodperc elteltével egy szögletnél büntetőt hozott össze a Honvédnak. A Lanzafame által elvégzett 11-est azonban Kamenár kivédte. Összességében többet birtokolta a labdát a Honvéd, és több helyzetet is dolgozott ki, de a pihenőre mégis Vasas-vezetéssel vonultak az öltözőbe a csapatok.  A szünet után gyorsan eldöntötte a mérkőzést a Vasas: előbb Remili lőtt a kapuba egy szép kiugratás után, majd Gaál közelről volt eredményes szögletet követően. A Honvéd ezután is aktív volt, vezetett ígéretes támadásokat, de egy kivételével nem tudott élni a lehetőségeivel. Remili Mohamed a ráadásban a harmadik gólját is megszerezte, a Vasas pedig jó helyzetkihasználása miatt megérdemelten gyűjtötte be a három pontot.
Nyilatkozatok a mérkőzés után:
Jól kezdtük a mérkőzést, irányítottunk, voltak helyzeteink, ezeket sajnos nem rúgtuk be. Aztán ahogy az elmúlt mérkőzéseinken, sajnos megint jött az elején a gól egy rossz védekezés miatt. Ezután is jól játszottunk, építkeztünk, de kihagytuk a tizenegyest. Ezután mondtam is a segítőmnek, hogy ez bizony nagyon nehéz mérkőzés lesz. Sajnos be is igazolódott. A félidőben viszont azt mondtam a játékosaimnak, hogy csak így tovább! Menjünk és csináljuk, mert előbb-utóbb jönni fog a gól. Ez a gól sajnos nem jött, hanem egy számukra már megszokottá vált emberi mulasztás érkezett, ugyanis a Vasas a második gólját egy jól látható leshelyzetből rúgta. Az utóbbi időben ezek a hibák sajnos jelentősen befolyásolták az eredményességünket. Nem ezzel szeretném magyarázni a vereséget, de 2–0 után már sokkal nehezebb dolgunk volt. Ezután a védelemből cseréltem, kockáztattunk és megpróbáltuk megfordítani a mérkőzést, de nem sikerült.
Amennyiben a mérkőzés előtt valaki azt mondja nekem, hogy négy gólt lövünk a Honvédnak, és ilyen különbséggel nyerünk, akkor bizonyára mosolyogtam volna. Nem azért, mert nem vagyunk rá képesek, hanem, mert tudjuk, hogy a Honvéd milyen jól játszik, főleg otthon. Úgy gondolom, hogy a döntő pillanatokban mindent jól csináltunk, a fontos másodpercekben is jól összpontosítottunk, bátran játszottunk. Az első tíz percben a Honvéd nagy nyomást helyezett ránk, egyszer sikerült felszabadulnunk ez alól, akkor szereztük az első gólt. Ez biztonságot adott, a kivédett tizenegyes pedig további erőket szabadított fel bennünk. A második félidőben pedig egy nagyon gyors játékot mutattunk be, gyönyörű gólokkal. Ezért most nagyon elégedett vagyok. Fontos győzelmet arattunk.
- A tavasszal minden hazai bajnokiját megnyerő Budapest Honvéd a legutóbbi három hazai mérkőzését elveszítette, a legutóbbi haton tizenhárom pontot tékozolt el. Tavaszi formájában fölényesen vezetné a bajnokságot, így címvédőként csak hatodik a 2017–2018-as szezon egyharmada után.
- Még döbbenetesebb adat: a Bp. Honvéd a mezőny minden csapatánál több gólt kapott eddig pályaválasztóként. A hét meccsen kapott 15 góllal szemben tavasszal hat mérkőzésen csupán kettőt kapott.
- A kispestieknek 16 pontjuk van, ez csak eggyel kevesebb, mint amennyit a bajnoki címnyerés idényében, 2016–2017-ben szereztek az első 11 fordulóban.
- A kispestiek tíz emberrel fejezték be a mérkőzést, Kamber kiállítása miatt (86. perc).
- Davide Lanzafame kihagyott egy büntetőt.
- A Vasas 2008. április 5-én, Diósgyőrben szerzett vendégként legalább négy gólt élvonalbeli bajnokin. Akkor 5–4-re nyert.
- Gaál Bálint a legutóbbi négy fordulóban három gólt szerzett.
- Remili Mohamed négy gólnál jár az idényben. Az NB II-ben szerzett már kétszer is mesterhármast, az élvonalban korábban még sohasem. A Vasas játékosai közül a mostanit megelőzően legutóbb Beliczky Gergő szerzett mesterhármast az NB I-ben, 2010. március 25-én, az MTK elleni találkozón.[15]

### Második kör
A DVTK az elmúlt hetekben a mezőny legrosszabb formában lévő csapata lett, egyedüliként nem szerzett pontot a legutóbbi négy fordulóban. Pályaválasztóként Debrecenben négy mérkőzést játszott eddig, csak a Mezőkövesdet gyűrte le, a 360 játékpercben nyolc pontot veszített. Ugyanakkor érdekes, hogy mind a négy találkozóján két-két gólt szerzett, igaz, a legutóbbi kettőn, hetet kapott. Ezeket el is veszítette. A Vasas a legutóbbi négy mecséből hármat megnyert, egyet elveszített, a negyedik helyen áll, de a vesztett pontokjat tekintve jobb, mint a most harmadik DVSC. A piros-kékek vendégként három vereség után nyertek ismét, a Bozsik József Stadionban fölényesen, 4–1-re megverték a Honvédot. A Vasas 2009 óta nem nyert élvonalbeli bajnoki mérkőzést a Diósgyőr vendégeként.
| 12. forduló 2017. október 14., szombat 15:30 |

| Diósgyőr | 5 – 0               | Vasas                 |
| --- | ------------------- | --------------------- |
| Nono (1–0) 14' Ugrai (2–0) 48' • (3–0) 58' Vela (4–0) 71' Jóannidisz (5–0) 77' Lipták 19' Eperjesi 51' Forgács 88' | (1 – 0) Jegyzőkönyv | 15' Remili 63' Berecz |

| Nagyerdei stadion, Debrecen Nézőszám: 1 081 Játékvezető: Pintér Csaba (magyar) Asszisztensek: Berettyán Péter és Kóbor Péter |

- Vasas: Kamenár — Beneš, James (Vaskó  67'), Risztevszki — Szivacski, Burmeister, Berecz (Vogyicska  65'), Hangya —  Kulcsár, Gaál, Remili  (Vérgosz  57') Fel nem használt cserék: Nagy G. (kapus), Ádám, Pavlov, Vida. Vezetőedző: Michael Oenning
- Diósgyőr: Antal — Eperjesi, Lipták , Karan, Forgács — Vela, Busai, Nono (Kocsis  54') — Ugrai (Óvári  73'), Szarka (Makrai  79'), Jóannidisz Fel nem használt cserék: Bukrán (kapus), Tóth B., Nagy, Bárdos. Vezetőedző: Bódog Tamás.

Lendületesen kezdett a Diósgyőr – Ugrai Rolandot már ekkor nehezen tartották a Vasas védői –, és szűk negyedóra elteltével megszerezte a vezetést a hazai csapat. Ezután a fővárosiak többször próbálkoztak támadásvezetéssel, de gólhelyzetet nem sikerült kialakítaniuk. Folyamatos játék nem igazán alakult ki, a mérkőzés a taktikusan játszó DVTK elképzelése szerint alakult. Még inkább így volt ez a szünet után, amikor Ugrai két ellentámadást góllal fejezett be. A Vasas ezután meddő mezőnyfölényben játszott, ám a hazaiak támadásai rendre veszélyt jelentettek, és ezekből további kettő még eredményes is volt. A bajnokságban hullámzóan szereplő Vasas játéka a második 45 percre szétesett, így a Diósgyőr megérdemelten gyűjtötte be a három pontot. A hatékonyan futballozó DVTK az előző négy összecsapásán nem tudott pontot szerezni, így rossz sorozatot szakított meg szombati fölényes győzelmével.
Nyilatkozatok a mérkőzés után:
Nekünk ma minden összejött, igaz, a Vasasnak is volt lehetősége, de nem sok. Talán kissé langyosan kezdtük a mérkőzést, de utána rendesen belelendültünk. Megérdemelte a csapat, hogy hosszú hetek után újra nyerjünk. Berúgtuk a helyzeteket, amit eddig kihagytunk, mert a mi oldalunkra állt az a kis szerencse, ami eddig hiányzott. És emellett, amikor belelendültünk, sokkal jobbak voltunk a Vasasnál, csak idő kérdése volt, hogy mikor jön ki a csapatból. Ugyanez előfordulhatott volna az elmúlt négy mérkőzés bármelyikén, és akkor nyerünk. Nem ez volt a legjobb meccsünk, elmúlt hetekben játszottunk jobban, amikor veszítettünk. Emberelőnyben lehettünk volna figyelmesebbek, mert az utolsó tíz percben a Vasas többször lőtt kapura, mint mi. Ugrai hetek óta jó formában játszik, amit a válogatottba is át tudott menteni. Húzóember, megmaradt benne az a dinamika, gólveszély, ami eddig is jellemezte. Nem csak neki, hanem a csapatnak is lendületet adott, hogy meghívták a válogatottba. Le a kalappal a játékosok előtt, a hozzáállásuk parádés, és nem minden nap nyer egy csapat 5–0-ra, de mindig van olyan, amit lehet javítani.
Ha az ember csapata 5–0-ra kikap, akkor nincs más teendő, mint a saját berkeinken belül szépen, nyugodtan megbeszélni a történteket. Az első félidőben nem vétettünk túl sok hibát, jól játszottunk, előre játszottunk, igyekeztünk helyzeteket kialakítani, és abból megszerezni a vezetést. Végül egy eléggé átláthatatlan szituációból kaptunk gólt, ezt vissza kell néznem. Utána túlságosan akartunk egyenlíteni, és ebből fakadóan két olyan kontrába futottunk bele, ahol egy az egy elleni szituáció alakult ki. Ezt követően mondhatni, a mérkőzés el is dőlt. A folytatásban – különös tekintettel arra, hogy harcias mérkőzést játszottunk – igyekeztem megvédeni a saját játékosaimat önmaguktól, nem hiányzott a kiállítás, ezért cseréltem többet. Az egészre végül Kire Risztevszki sérülése tett még rá egy lapáttal, amikor már nem tudtunk cserélni. Ez egy olyan nap volt, amikor semmi nem jött össze. Ügyelni kell arra, hogy megfelelően kezeljük ezt a mérkőzést, mert kedden újra pályára lépünk. Voltak olyan elemek az első félidőben, amire lehet építkezni, nem kell félni a közeljövő meccseitől. A Haladás ellen bebizonyítjuk, hogy nem felejtettünk el focizni!
| 13. forduló 2017. október 21., szombat 15:30 |

| Vasas                                                               | 1 – 2               | Balmaz Kamilla Gyógyfürdő                                                  |
| ------------------------------------------------------------------- | ------------------- | -------------------------------------------------------------------------- |
| Remili (1–2) 59' (11-esből) Burmeister 38' Szivacski 50' Hangya 53' | (0 – 2) Jegyzőkönyv | 32' (0–1) 31' Sigér 43' (0–2) Arabuli 41' Maiszuradze 88' Póti 90+3' Vajda |

| Szusza Ferenc Stadion, Budapest Nézőszám: 1 034 Játékvezető: Andó-Szabó Sándor (magyar) Asszisztensek: Szert Balázs és Király Zsolt |

- Vasas: Kamenár — Burmeister (Vaskó  szünetben), James, Beneš — Vogyicska (Szivacski  szünetben), Vida, Berecz, Hangya (Ádám  71') — Gaál, Kulcsár, Remili  Fel nem használt cserék: Nagy G. (kapus), Vérgosz, Pavlov, Kleisz. Vezetőedző: Michael Oenning
- Balmazújváros: Pogacsics — Póti, Rus, Maiszuradze (Jagodics  90'), Uzoma — Vajda, Sigér , Haris, Habovda — Arabuli (Fekete  86'), Andrics (Zsiga  69') Fel nem használt cserék: Szécsi (kapus), Batarelo, Vólent. Vezetőedző: Horváth Ferenc

Eleinte intenzív mezőnyjáték jellemezte a mérkőzést, kevés gólhelyzettel, ezért némileg meglepő volt, hogy a vendégek Sigér Dávid góljával vezetést szereztek az első félidő kétharmadánál; (0–1). Sőt, a szünet előtt a grúz Bacsana Arabuli is betalált; (0–2). A Vasas a meccs 53. percében alakította ki első igazán komoly helyzetét, de Gaál Bálint közelről az oldalhálóba fejelt. Ezt követően Póti Krisztián kézzel ért a labdához a tizenhatoson belül, a jogosan megítélt büntetőt pedig Remili Mohamed értékesítette, ezzel szépítettek a fővárosiak; (1–2). A piros-kékek nagy hangsúlyt fektettek a támadójátékra, a vendégek viszont szorosan védekeztek, így több gól már nem született.
Nyilatkozatok a mérkőzés után:
Csalódott vagyok amiatt, amilyen mérkőzést játszottunk. Itt volt a lehetőségünk arra, hogy a mögöttünk álló csapatoktól ellépjünk. A mai mérkőzésen csak focizni akartunk, de ez így önmagában kevés volt. Csak előrefelé gondolkodtunk és hiányzott a szív és szenvedély, ami szükséges az ilyen mérkőzésekhez. Megint olyan gólokat kaptunk, amelyek teljes mértékben elkerülhetőek lettek volna. Ezt követően futnunk kellett az eredmény után, de sajnos nem sikerült a hátrányt ledolgoznunk. Azért is kár a mai vereségért, mert jó kiindulási alap lett volna, hogy megerősítsük a pozíciónkat a tabellán. Házon belül mélyebben elemezni fogjuk ezt a mérkőzést.
Szervezetten, fegyelmezetten játszottunk, leszűkítettük a területet, a Vasas nem nagyon tudta a rövid passzos játékát produkálni, amit korábban. Örülök, hogy fegyelmezett jó játékkal sikerült nyernünk. Legutóbb a Videotontól loptunk el egy pontot, most legyőztük a Vasast, nem akármilyen skalpok. Nagyon nehéz hetem volt, édesanyám kedden elhunyt. Gyűjtötte az összes tévé felvételt, megjelent újságcikket rólam. Arra kértem a csapatot, nyerjük meg a meccset, hogy anyukám ezt is el tudja rakni…. Köszönök neki mindent és a csapatnak is.
| 14. forduló 2017. október 28., szombat 17:45 |

| Puskás Akadémia FC            | 0 – 0               | Vasas SC                |
| ----------------------------- | ------------------- | ----------------------- |
| Bačelić-Grgić 52' Vanczák 60' | (0 – 0) Jegyzőkönyv | 44' Ádám 76' Burmeister |

| Pancho Aréna, Felcsút Játékvezető: Farkas Ádám (magyar) Asszisztensek: Georgiou Theodoros és Horváth Róbert |

| 15. forduló 2017. november 4., szombat 15:30 |

| Vasas                                   | 0 – 1               | Újpest                                       |
| --------------------------------------- | ------------------- | -------------------------------------------- |
| Balázs B. 63' Pávkovics 80' Nwobodo 87' | (0 – 1) Jegyzőkönyv | 69'(0–1) 45' Novothny 42' Pávkovics 88' Mohl |

| Dunaújváros Stadion, Dunaújváros Nézőszám: 1 200 Játékvezető: Iványi Zoltán (magyar) Asszisztensek: Albert István és Berettyán Péter |

Olyan mérkőzés volt, amilyenre számítottam. Jól ismeri egymást a két csapat. Az első félidőben koncentráltan játszottunk. Két játékost is sérülés miatt kellett lecserélnem, az ebből fakadó rendezetlenség miatt belefutottunk egy kontrába, ami eldöntötte a meccset. Utána sajnos már nem tudtunk olyan játékot produkálni, ami elég lett volna az egyenlítéshez. Benes térdsérülést szenvedett, Hangyának a combja fáj, a pontos diagnózis később derül ki. Az utolsó tartalékainkat használjuk fel, eddig is sok sérültünk volt, most kettővel nőtt a számuk. A sok meccs miatt a frissesség is hiányzik, csakúgy, mint az átütőerő. Jól jön most nekünk a szünet, hogy rendezni tudjuk a sorainkat.
„Az első félidőben nem sok szép dolgot láthatott a közönség, nagy taktikai harc volt a pályán, mindkét fél a másik hibájára várt. A második játékrészben sokkal agresszívabban léptünk pályára mind a védekezésünket, mind a támadásainkat illetően. Több helyzetet is kidolgoztunk, már annak a lehetősége is fennállt, hogy bejön a futball aranyszabálya és a rontott szituációk egy Vasas gólban öltenek testet, de nem ez történt. Büszke vagyok a csapatra, mentálisan is állták a sarat és végül megszerezték a győzelmet, amihez gratulálok a fiúknak!”
| 16. forduló 2017. november 18., szombat 15:30 |

| Mezőkövesdi SE                                                       | 3 – 3               | Vasas SC                                                        |
| -------------------------------------------------------------------- | ------------------- | --------------------------------------------------------------- |
| Koszta(1–0) 13' (2–1) 59' 69' Střeštík(3–2) 64' Lázár 81' Vadnai 84' | (1 – 1) Jegyzőkönyv | 28'(1–1) Burmeister 63'(2–2) Berecz 28' 66'(3–3) Gaál 83' Vaskó |

| Városi stadion, Mezőkövesd Nézőszám: 2 430 Játékvezető: Szabó Zsolt (magyar) Asszisztensek: Szert Balázs és Garai Péter |

| 17. forduló 2017. november 25., szombat 15:30 |

| Vasas SC | – | Debreceni VSC |
| -------- | - | ------------- |
|          |   |               |

| Szusza Ferenc Stadion, Budapest |

| 18. forduló 2017. december 2., szombat 15:30 |

| Paksi FC | – | Vasas SC |
| -------- | - | -------- |
|          |   |          |

| Fehérvári úti stadion, Paks |

| 19. forduló 2018. december 9., szombat 19:30 (tv: M4 Sport) |

| Vasas         | 0 – 2               | Ferencváros                                                   |
| ------------- | ------------------- | ------------------------------------------------------------- |
| Szivacski 60' | (0 – 1) Jegyzőkönyv | 2' (0–1) Lovrencsics B. 90+3' (0–2) Gorriarán 89' Szpirovszki |

| Szusza Ferenc Stadion, Budapest Játékvezető: Pintér Csaba (magyar) Asszisztensek: Berettyán Péter és Georgiou Theodoros |

A mérkőzés előtt azon bosszankodtam, melyik lehet a mi öltözőnk. Egy olyan helyen öltözködtünk, amiről azt gondoltam, hogy ez nem is a stadion része. A Vasas ott volt, ahol a vendégcsapat szokott lenni. Nem tartom ezt korrekt dolognak, ez nem illik. Természetesen boldogok vagyunk, hogy megnyertük a mai mérkőzést. Kemény, harcias találkozó volt. Két percet követően egy gyönyörű fejes gólt szerzett Lovrencsics Balázs. Úgy gondolom 70-75 százalékban mi birtokoltuk a labdát. Nagyon nehéz volt rést találni a második gólunkhoz, nagyon mélyen védekezett a Vasas, így nehéz volt kreatív játékot bemutatni. Volt egy szakasz, ahol sok felesleges labdavesztésünk volt, magasan előreívelt labdákkal próbálkoztunk, inkább ki kellett volna csalogatni a Vasast a védekezésből. A harciasság tekintetében mindkét csapat mindent bevetett, ez egy hosszú év utolsó mérkőzése volt. A második félidőben keveset engedtünk az ellenfélnek, nagyon fegyelmezetten védekeztünk, az utolsó percekben egy kontrából megszereztük a második gólt. Elsők vagyunk a tabellán, sok mérkőzés van még hátra, de jó érzés, hogy február végéig biztosan vezetjük a tabellát. A három ponttal elégedettek lehetünk, de tudunk ennél jobban is játszani. A Vasasnál nem egyszerű a helyzet, ilyenkor érthető, hogy a védekezésre fektetik a hangsúlyt. Hiányzik néhány fontos játékosuk. Az elején lehetett érezni egyfajta bizonytalanságot, de mi sem tudtuk uralni a játékot, így úgy érezhették, hogy bármikor visszatérhetnek a mérkőzésbe. Mindig szoros meccseket játszottunk a Vasas ellen. A német kollégám ellen játszottunk, aki két év alatt nagyszerű munkát végzett itt. Bosszant, hogy két-három nappal a mérkőzés előtt új edzőkkel foglalkoznak a sajtóban. Néha a játékosokkal is lehet foglalkozni, nem csak az edzőkkel.
Nem hord minket hátán a szerencse, az utóbbi eredményeink nem a valódi tudásunkat tükrözik, amit tudtunk, megtettük.  Az első félidőben volt 3-4 helyzetünk és a felső lecet is eltaláltuk. A második félidőben nem nagyon jöttek össze a dolgok, olyan volt, mintha a Ferencváros nem is vett volna részt a játékban, rég láttam ilyen ötlettelenül támadni a Ferencvárost. Látni lehetett, hogy minden hibánk és probléma ellenére a csapat a helyén volt. Kevés hadra fogható játékosom volt, Ádám Martin ballábas. ezért adta magát a szituáció, hogy most ő szerepeljen a balhátvéd pozíciójában.
| 20. forduló 2018. február 10., szombat 17:00 |

| Videoton                                                              | 2–1               | Vasas                                                        |
| --------------------------------------------------------------------- | ----------------- | ------------------------------------------------------------ |
| Hadzics (1–0) 26' 79' Szkepovics Sz. (2–1) 60' Lazovics 70' Fiola 93' | (1–1) Jegyzőkönyv | 40' (1–1) Ádám 51' Risztevszki 62' Barczi 72′ Burmeister 88' |

| Pancho Aréna, Felcsút Nézőszám: 1 525 Játékvezető: Szabó Zsolt (magyar) Asszisztensek: Kóbor Péter, Márkus Tamás |

| 21. forduló 2018. február 17., szombat |

| Szombathelyi Haladás | – | Vasas SC |
| -------------------- | - | -------- |
|                      |   |          |

| Soproni városi stadion, Szombathely |

| 22. forduló 2018. február 24., szombat |

| Vasas SC | – | Budapest Honvéd FC |
| -------- | - | ------------------ |
|          |   |                    |

| Szusza Ferenc Stadion, Budapest |

### Harmadik kör
| 23. forduló 2018. március 3., szombat |

| Vasas SC | – | Diósgyőri VTK |
| -------- | - | ------------- |
|          |   |               |

| Szusza Ferenc Stadion, Budapest |

Mindkét csapatnál volt hiányzó, a Balmazújvárosnál a térdműtéten átesett Belényesi Miklós és Fekete Ádám, továbbá az öt sárga lapot begyűjtött Rus Adrián hiányzik, de a két gólveszélyes csatár, Bacsana Arabuli és Rudolf Gergely sincs a keretben. A Vasanál a skótok elleni válogatott mérkőzésen agyrázkódást szenvedett Hangya Szilveszter nem játszhatott.
| 24. forduló (24. élvonalbeli mérkőzés) 2018. március 31., szombat 17:00 |

| Balmaz Kamilla Gyógyfürdő         | 1 – 1               | Vasas SC                            |
| --------------------------------- | ------------------- | ----------------------------------- |
| Andrics (1–0) 29' Maiszuradze 31' | (1 – 0) Jegyzőkönyv | 64' (1–1) Vida 41' James 70' Pavlov |

| Városi stadion, Balmazújváros Nézőszám: 1 094 Játékvezető: Berke Balázs (magyar) Asszisztensek: Ring György és Medovarszki János |

- Vasas: Nagy G. — Burmeister, Beneš, Egerszegi, Risztevszki — James (Pavlov  59'), Vida, Berecz, Barczi — Remili, Ádám  (Vaskó  92') • Fel nem használt cserék: Kamenár (kapus), Murka, Laczkó, Ferenczi, Vogyicska • Vezetőedző: Michael Oenning
- Balmazújváros: Horváth L. — Habovda, Póti, Tamás, Uzoma — Vajda, Sigér , Kamarás (Rácz  56'), Maiszuradze — Sindagoridze (Batarelo  67'), Andrics (Harsányi  87') • Fel nem használt cserék: Pogacsics (kapus), Jagodics, Haris, Kónya • Vezetőedző: Horváth Ferenc

Kevés helyzet alakult ki az első félidőben, sok volt a hiba, a pontatlanság a játékban mindkét oldalon, és bár a Vasas futballozott némi mezőnyfölényben, egy pontos akcióval a hazaiak szereztek vezetést szűk félóra elteltével. balról, az alapvonaltól  jól gurított vissza középre Andricshoz, aki ballal 10 méterről laposan a kapu bal oldalába helyezett (1–0). A fordulást követően a fővárosi csapat aktívabbá vált, ettől azonban nem lett veszélyesebb a hazai kapura, sőt, azzal, hogy nagyobb területek nyíltak, a balmazújvárosiak vezettek ígéretesebb ellentámadásokat. Aztán mégis a Vasas egyenlített, mégpedig a 64. percben Vida Máté távoli bombájával: a vendégek játékosa 30 méterről hatalmas gól ragasztott a bal felső sarokba. Horváth kapus ment érte, de hiába (1–1).  A hátralévő időben, az egyre jobban zuhogó esőben nem változott a játék képe és az eredmény sem, melynek a kiesés elkerüléséért küzdő csapatok egyike sem örülhetett igazán.
- Horváth Ferenc csapata 2017. október 28. (Balmazújváros–Honvéd 0–3) óta nem kapott ki pályaválasztóként, igaz, négy bajnokiból csak egyet nyert meg.

| 25. forduló 2018. március 17., szombat |

| Vasas SC | – | Puskás Akadémia FC |
| -------- | - | ------------------ |
|          |   |                    |

| Szusza Ferenc Stadion, Budapest |

| 26. forduló 2018. március 31., szombat |

| Újpest FC | – | Vasas SC |
| --------- | - | -------- |
|           |   |          |

| Szusza Ferenc Stadion, Budapest |

| 27. forduló 2018. április 7., szombat |

| Vasas SC | – | Mezőkövesdi SE |
| -------- | - | -------------- |
|          |   |                |

| Szusza Ferenc Stadion, Budapest |

Varga Kevinnek öt sárga lapja miatt ezt a mérkőzést ki kell hagynia.
| 28. forduló 2018. április 28., szombat 17:00 |

| Debreceni VSC                                         | 2 – 3               | Vasas                                                                                              |
| ----------------------------------------------------- | ------------------- | -------------------------------------------------------------------------------------------------- |
| Tabakovics (1–3) 81' • (2–3) 84' Barna 50' Tőzsér 56' | (0 – 2) Jegyzőkönyv | 9' (0–1) • 24' (0–2) Egerszegi 51' (0–3) Beneš 8' Risztevszki 43′, 76′ Ádám 47' Vida 90' Vogyicska |

| Nagyerdei stadion, Debrecen Nézőszám: 3 214 Játékvezető: Kassai Viktor (magyar) Asszisztensek: Márkus Tamás és Varga Gábor |

- Vasas: Nagy G. — Burmeister, Beneš, Risztevszki (Vaskó  79'), Vida — James, Egerszegi, Hangya, Szivacski (Vogyicska  57') — Ádám , Barczi (Pavlov  87') • Fel nem használt cserék: Kamenár (kapus), Remili, Ferenczi, Laczkó • Vezetőedző: Michael Oenning
- Debreceni VSC: Nagy S. — Bényei, Kinyik, Szatmári, Barna (Tabakovics  57') — Filip — Jovanovics, Tőzsér , Sós — Mengolo (Tisza  51'), Könyves (Takács  15') • Fel nem használt cserék: Košický (kapus), Kuti, Mészáros N., Bereczki • Vezetőedző: Herczeg András

Hamar vezetéshez jutott a kiesés elől menekülő Vasas, amely egy perc alatt kétszer is bevette a hazaiak kapuját. Ristevski találatát les miatt még nem adta meg a játékvezető, de a következő támadásból Egerszegi már érvényes gólt szerzett. A középpályás negyedóra elteltével ismét eredményes volt. A DVSC nem találta a játék ritmusát, szinte semmi veszélyt nem jelentett a vendégek kapujára. A második félidő elején tovább növelte előnyét a Vasas, amely az utolsó negyedórára emberhátrányba került — Ádám a második sárga lapját is megkapta —, és az addig teljesen kilátástalanul játszó DVSC "vérszemet kapott". A csereként beállt Tabakovic három perc alatt két gólt is szerzett, egyenlíteni azonban már nem tudott a Loki.
| 29. forduló 2018. április 21., szombat |

| Vasas SC | – | Paksi FC |
| -------- | - | -------- |
|          |   |          |

| Szusza Ferenc Stadion, Budapest |

| 30. forduló 2018. április 28., szombat |

| Ferencvárosi TC | – | Vasas SC |
| --------------- | - | -------- |
|                 |   |          |

| Groupama Aréna, Budapest |

| 31. forduló 2018. május 5., szombat 17:00 (tv: M4 Sport) |

| Vasas SC | –           | Videoton FC |
| -------- | ----------- | ----------- |
|          | Jegyzőkönyv |             |

| Szusza Ferenc Stadion, Budapest Játékvezető: Berke Balázs (magyar) Asszisztensek: Albert István és Boenwmissza Gergely |

| 32. forduló 2018. május 12., szombat |

| Vasas SC | – | Szombathelyi Haladás |
| -------- | - | -------------------- |
|          |   |                      |

| Szusza Ferenc Stadion, Budapest |

| 33. forduló 2018. május 19., szombat |

| Budapest Honvéd FC | – | Vasas SC |
| ------------------ | - | -------- |
|                    |   |          |

| Bozsik József Stadion, Budapest |

### Eredmények összesítése
Az alábbi táblázatban összesítve szerepelnek az Vasas aktuális szezon OTP Bank Ligában elért eredményei.
A százalék számítás a 3 pontos rendszerben történik.
| Kör (forduló)            | Otthon | Otthon | Otthon | Otthon | Otthon | Otthon | Otthon | Otthon | Idegenben | Idegenben | Idegenben | Idegenben | Idegenben | Idegenben | Idegenben | Idegenben |
| Kör (forduló)            | M      | GY     | D      | V      | LG–KG  | GK     | P      | %      | M         | GY        | D         | V         | LG–KG     | GK        | P         | %         |
| ------------------------ | ------ | ------ | ------ | ------ | ------ | ------ | ------ | ------ | --------- | --------- | --------- | --------- | --------- | --------- | --------- | --------- |
| Első kör (1–11.)         | 6      | 4      | 1      | 1      | 10–5   | +5     | 13     | 72,2%  | 5         | 2         | 0         | 3         | 8–11      | –3        | 6         | 40,0%     |
| Második kör (12–21.)     | —      | —      | —      | —      | —      | —      | —      | —      | 1         | 0         | 0         | 1         | 0–5       | –5        | 0         | 0,0%      |
| Harmadik kör (22–33.)    |        |        |        |        |        |        |        |        |           |           |           |           |           |           |           |           |
| Összesen (1–33. forduló) | 6      | 4      | 1      | 1      | 10–5   | +5     | 13     | 72,2%  | 6         | 2         | 0         | 4         | 8–16      | –8        | 6         | 33,3%     |

### Helyezések fordulónként
| Forduló  | 1   | 2  | 3  | 4  | 5  | 6  | 7  | 8  | 9  | 10 | 11 | 12 | 13 | 14 | 15 | 16 | 17 | 18 | 19 | 20 | 21 | 22 | 23 | 24 | 25 | 26 | 27 | 28 | 29 | 30 | 31 | 32 | 33 |
| -------- | --- | -- | -- | -- | -- | -- | -- | -- | -- | -- | -- | -- | -- | -- | -- | -- | -- | -- | -- | -- | -- | -- | -- | -- | -- | -- | -- | -- | -- | -- | -- | -- | -- |
| Helyszín | O   | I  | O  | I  | O  | I  | O  | I  | O  | O  | I  | I  | O  | I  | O  | I  | O  | I  | O  | I  | I  | O  | O  | I  | O  | I  | O  | I  | O  | I  | O  | O  | I  |
| Eredmény | V   | GY | GY | V  | D  | V  | GY | V  | GY | GY | GY | V  |    |    |    |    |    |    |    |    |    |    |    |    |    |    |    |    |    |    |    |    |    |
| Helyezés | 12. | 6. | 2. | 4. | 4. | 5. | 4. | 7. | 6. | 4. | 3. | 4. |    |    |    |    |    |    |    |    |    |    |    |    |    |    |    |    |    |    |    |    |    |

Helyszín: O = Otthon; I = Idegenben. Eredmény: GY = Győzelem; D = Döntetlen; V = Vereség.
A csapat helyezései fordulónként, idővonalon ábrázolva.

### A bajnokság végeredménye
| H   | Csapat                | M  | GY | D  | V  | LG | KG | GK  | GÁ   | SZP | VP | NÉ  | Sárga lap | kiállítva | Forma | Továbbjutás vagy kiesés          |
| --- | --------------------- | -- | -- | -- | -- | -- | -- | --- | ---- | --- | -- | --- | --------- | --------- | ----- | -------------------------------- |
| 1.  | Videoton (B) (NK)     | 33 | 20 | 8  | 5  | 65 | 28 | +37 | 1,97 | 68  | 31 | 6,9 | 111       | 5         |       | Bajnokok Ligája, 1. selejtezőkör |
| 2.  | Ferencváros (NK)      | 33 | 18 | 12 | 3  | 69 | 31 | +38 | 2,09 | 66  | 33 | 6,8 | 70        | 4         |       | Európa-liga, 1. selejtezőkör     |
| 3.  | Újpest (KGY) (NK)     | 33 | 12 | 13 | 8  | 41 | 38 | +3  | 1,24 | 49  | 50 | 6,9 | 76        | 0         |       | Európa-liga, 1. selejtezőkör     |
| 4.  | Bp. Honvéd (CV) (NK)  | 33 | 13 | 8  | 12 | 50 | 53 | –3  | 1,52 | 47  | 52 | 6,6 | 71        | 4         |       | Európa-liga, 1. selejtezőkör     |
| 5.  | Debreceni VSC         | 33 | 12 | 8  | 13 | 53 | 47 | +6  | 1,61 | 44  | 55 | 6,8 | 71        | 2         |       |                                  |
| 6.  | Puskás Akadémia (F)   | 33 | 11 | 10 | 12 | 41 | 46 | –5  | 1,24 | 43  | 56 | 6,5 | 93        | 3         |       |                                  |
| 7.  | Paks                  | 33 | 11 | 9  | 13 | 43 | 48 | –5  | 1,30 | 42  | 57 | 6,5 | 80        | 5         |       |                                  |
| 8.  | Haladás               | 33 | 11 | 5  | 17 | 35 | 50 | –15 | 1,06 | 38  | 61 | 6,3 | 82        | 3         |       |                                  |
| 9.  | Mezőkövesd            | 33 | 9  | 10 | 14 | 35 | 52 | –17 | 1,06 | 37  | 62 | 6,2 | 90        | 3         |       |                                  |
| 10. | Diósgyőr              | 33 | 10 | 6  | 17 | 44 | 53 | –9  | 1,33 | 36  | 63 | 6,3 | 81        | 5         |       |                                  |
| 11. | Balmazújváros (K) (F) | 33 | 8  | 12 | 13 | 39 | 46 | –7  | 1,18 | 36  | 63 | 6,2 | 70        | 2         |       | NB II 2018–2019                  |
| 12. | Vasas (K)             | 33 | 9  | 7  | 17 | 38 | 61 | –23 | 1,15 | 34  | 65 | 6,1 | 86        | 4         |       | NB II 2018–2019                  |

A rangsorolás alapszabályai: 1. összpontszám; 2. a bajnokságban elért több győzelem; 3. a bajnoki mérkőzések gólkülönbsége; 4. a bajnoki mérkőzéseken rúgott több gól; 5. az egymás ellen játszott bajnoki mérkőzések pontkülönbsége; 6. az egymás ellen játszott bajnoki mérkőzések gólkülönbsége; 7. az egymás ellen játszott bajnoki mérkőzéseken az idegenben lőtt több gól; 8. a bajnokság fair play értékelésében elért jobb helyezés; 9. sorsolás.
(CV): Bajnoki címvédő csapat; (B): Bajnokcsapat; (K): Kieső csapat; (F): Feljutó csapat; (KGY): Kupagyőztes; (NK): Nemzetközi kupainduló;

## Magyar kupa
Az MLSZ szabályzatának értelmében, a nemzeti bajnokságokban (NB I, NB II, NB III) szereplő csapatok a kupasorozat 6. fordulójában, a legjobb 128 között kapcsolódnak be a versenybe. A versenykiírás szerint az NB I-es és NB II-es csapatok kiemeltek lesznek a sorsoláson, nem kerülhetnek össze egymással. A hatodik fordulóból (a főtábla első köréből) továbblépő együttesek 300 ezer, illetve 500 ezer forintot kapnak – attól függően, hogy döntetlen után vagy győzelemmel harcolják ki a továbbjutást.
      Győzelem
      Döntetlen
      Vereség
| 2017. szeptember 20., szerda |

| Nyíradony VVTK (megye I) | – | Vasas SC |
| ------------------------ | - | -------- |
|                          |   |          |

| Részletek |

| 2017. október 25., szerda |

| Dunaújváros PASE (NB III) | – | Vasas SC |
| ------------------------- | - | -------- |
|                           |   |          |

| Részletek |

### 6. forduló (főtábla 1. forduló)
2017. szeptember 11-én a Magyar Labdarúgó-szövetség (MLSZ) székházában megtartott sorsoláson a 70-szeres válogatott Nyilasi Tibor, az MLSZ elnökségi tagjának vezetésével készültek el a párosítások. A Vasas csapata a Hajdú-Bihar megyei labdarúgó-bajnokságban szereplő Nyíradony VVTK együttesével küzd meg a legjobb 64-be kerülésért.
| 2017. szeptember 20., szerda 15:00 |

| Nyíradony VVTK (megye I) | – | Vasas SC |
| ------------------------ | - | -------- |
|                          |   |          |

| Városi stadion, Nyíradony |

### 7. forduló (főtábla 2. forduló)
2017. szeptember 22-én a Magyar Labdarúgó-szövetség (MLSZ) székházában megtartott sorsoláson a 70-szeres válogatott Nyilasi Tibor, az MLSZ elnökségi tagjának vezetésével készültek el a párosítások. A Vasas csapata az NB III-ban szereplő Dunaújváros PASE együttesével küzd meg a legjobb 32-be kerülésért.
| 2017. október 25., szerda 20:00 (tv: M4 Sport) |

| Dunaújváros PASE (NB III) | – | Vasas SC |
| ------------------------- | - | -------- |
|                           |   |          |

| Dunaújváros Stadion, Dunaújváros |

## Európa-liga

### Első selejtezőkör
| Első mérkőzés 2017. június 29., csütörtök 18:45 |

| Bétár Jerusálajim                                                            | 4 – 3               | Vasas SC                                                      |
| ---------------------------------------------------------------------------- | ------------------- | ------------------------------------------------------------- |
| Georginho (1–0) 19' Benájún (2–3) 88' Vered (3–3) 90+1' Sabo (4–3) 48' 90+2' | (1 – 2) Jegyzőkönyv | 36' (1–1) • 43' (1–2) Pavlov 52' (1–3) 59' Kulcsár 56' Sağlık |

| HaMoshava Stadium, Petah Tikva, Izrael Nézőszám: 100 Játékvezető: Nenad Đokić (szerb) Asszisztensek: Uroš Stojković és Nemanja Petrović |

| Visszavágó 2017. július 6., csütörtök 20:30 |

| Vasas SC                 | 0 – 3               | Bétár Jerusálajim          |
| ------------------------ | ------------------- | -------------------------- |
| Burmeister 17' Vaskó 73' | (0 – 1) Jegyzőkönyv | Ezra 10' 61' Varenne 90+1' |

| Szusza Ferenc Stadion, Budapest Nézőszám: 4 013 Játékvezető: Fábio Veríssimo (portugál) |

Továbbjutott, a Bétár Jerusálajim, 7–3-as összesítéssel.

## Felkészülési mérkőzések
| Időpont       | Felkészülési mérkőzés | Ellenfél   | Eredmény | Nézőszám | Helyszín                      |
| 2017. 06. 21. | Felkészülési mérkőzés | Sturm Graz | 3–4      | NA fő    | UPC-Arena, Graz               |
| 2017. 06. 24. | Felkészülési mérkőzés | Haladás    | 3–1      | NA fő    | Bük                           |
| 2017. 07. 09. | Felkészülési mérkőzés | Dorog      | 1–2      | 100 fő   | Dorog, Buzánszky Jenő Stadion |